# Dan Grecu
Dan Grecu, all'anagrafe Dănuţ Grecu (Bucarest, 26 settembre 1950 – Brașov, 12 dicembre 2024), è stato un ginnasta rumeno.

## Palmarès

### Olimpiadi
- 1 medaglia:
  - 1 bronzo (Montréal 1976 negli anelli)

### Mondiali
- 3 medaglie:
  - 1 oro (Varna 1974 negli anelli)
  - 1 argento (Fort Worth 1979 negli anelli)
  - 1 bronzo (Strasburgo 1978 negli anelli)

### Europei
- 2 medaglie:
  - 1 oro (Berna 1975 negli anelli)
  - 1 argento (Grenoble 1973 negli anelli)